# Szellemi Tulajdon Világszervezete
A Szellemi Tulajdon Világszervezete, WIPO (angolul: World Intellectual Property Organization, franciául: Organisation Mondiale de la Propriété Intellectuelle) egy nemzetközi világszervezet. 1967-ben alakult, hogy „védje a szellemi tulajdont az egész világon, és ösztönözze, elősegítse a kreatív tevékenységeket”. Jelenleg 184 ország a tagja. Főigazgatója a szingapúri származású Daren Tang, aki 2020. október 1-jén lépett hivatalba.

## Története
A WIPO alapítása után hét évvel lett az ENSZ szerve. Tevékenysége az 1883-ban Párizsban az ipari tulajdon és 1886-ban, Genfben a szellemi tulajdon védelmére kötött nemzetközi konvenciókon nyugszik.
A szervezet elődje berni székhelyű BIRPI (Szellemi Tulajdon Védelmének Egyesített Nemzetközi Irodája) volt. A magyar származású, amerikai állampolgárságú Bogsch Árpádnak kiemelkedő szerepe volt abban, hogy a WIPO 1974-ben az ENSZ szakosított intézményeinek sorába lépett. (Bogsch 1963-tól 1973-ig előbb a BIRPI, későbbi nevén 1970-től a Szellemi Tulajdon Világszervezete főigazgató-helyettese, majd 1973 és 1997 között főigazgatója volt.)

## Feladata
A Szellemi Tulajdon Világszervezete jelentős szerepet tölt be a szellemi tulajdonjogok globális elismerésének előmozdításában, többek között külön szerződések és egyezmények igazgatása révén. (A védjegyek, az ipari minták és az eredetmegjelölések nemzetközi oltalmát három lajstromozási rendszer szolgálja: a madridi rendszer a védjegyekét, a hágai rendszer az ipari mintákét (magyar szóhasználattal: formatervezési mintákét), a Lisszaboni Megállapodás pedig az eredetmegjelölésekét.)
A WIPO részéről a fenti egyezményekkel kapcsolatos teendőket a genfi székhelyű Nemzetközi Iroda végzi.

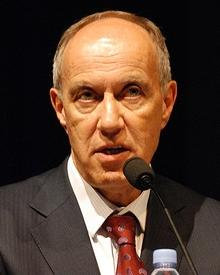
Francis Gurry, a korábbi főigazgató, 2009-ben

## Információs hálózata
A WIPO létrehozta a WIPOnet globális információs hálózatát. A hálózat célja, hogy biztonságos kapcsolatot biztosítson a tagállamok között a szellemi tulajdonok védelmében.

## Főigazgatói
| Főigazgató | Főigazgató                      | Terminus | Terminus   | Ország            |
| ---------- | ------------------------------- | -------- | ---------- | ----------------- |
| 1.         | Georg Bodenhausen (1905 – 1997) | 1970     | 1973       | Hollandia         |
| 2.         | Bogsch Árpád (1919 – 2004)      | 1973     | 1997       | Magyarország, USA |
| 3.         | Kamil Idris (1954 – )           | 1997     | 2008       | Szudán            |
| 4.         | Francis Gurry (1951 – )         | 2008     | 2020       | Ausztrália        |
| 5.         | Daren Tang (1972 – )            | 2020     | hivatalban | Szingapúr         |

## Személyi problémák
A Bogsch Árpád 1997-es nyugdíjba vonulását követő főigazgatóval, Kamil Idrisszel szemben felhozott vádak hatására Idris megvált hivatalától.
2016-ban a WIPO egyik korábbi elnöke fogalmazott meg Francis Gurry főigazgatóval szemben vádakat a WIPO gazdálkodásával kapcsolatban. Az ügy kivizsgálása során Gurryt tisztázták és Gurryt a tagállamok is támogatásukról biztosították.

## Külső hivatkozások
- Szellemi alkotások joga
- Szellemi tulajdon Világszervezete (OMPI - WIPO) honlapja
  - Tagországok listája